# Воронцово (Череповецкий район)
Воронцово — деревня в Череповецком районе Вологодской области.
Входит в состав Воскресенского сельского поселения, с точки зрения административно-территориального деления — в Аннинский сельсовет.
Расстояние до районного центра Череповца по автодороге — 82 км, до центра муниципального образования Воскресенского по прямой — 31 км. Ближайшие населённые пункты — Мальцево, Попово, Великая.
По переписи 2002 года население — 1 человек.